# Hans Merten
Hans Merten (* 1. September 1908 in Wiesbaden; † 12. Dezember 1967 in Bad Godesberg) war ein deutscher Politiker der SPD.

## Leben und Beruf
Hans Merten, der Sohn eines liberalen Volksschullehrers studierte nach dem Besuch des humanistischen Gymnasiums in Wiesbaden evangelische Theologie an den Universitäten Marburg und Berlin. Als Pfarrer war er bei der Inneren Mission und in Gemeinden tätig. So war er Vikar in Dillenburg und Usingen, dritter Pfarrer am Evangelischen Johannisstift in Berlin-Spandau, Gemeindepfarrer der Arbeitergemeinde Güstebiese an der Oder und ab 1939 Seelsorger der Arbeitergemeinde Mörfelden.
Am Zweiten Weltkrieg nahm er ab 1939 als Pfarrer teil. Im Krieg wurde er drei Mal verwundet und erhielt beide Eisernen Kreuze. Sein letzter Rang war der eines Artillerieoberwachtmeisters.
Im Januar 1945 geriet er am Baranow-Brückenkopf an der Weichsel in sowjetische Kriegsgefangenschaft. Nach Flucht und Lazarettaufenthalten war er am Kriegsende in amerikanischer Gefangenschaft in Frankfurt am Main, wo er als „Kriegsgefangenenpfarrer“ wirkte. Ende 1945 wurde er aus der Kriegsgefangenschaft entlassen.
Nach 1945 betreute Merten im Auftrage des Evangelischen Hilfswerks Kriegsgefangene, Internierte und Heimkehrer. 1947 wurde er zum Vorsitzenden der Hessischen Landesarbeitsgemeinschaft für Kriegsgefangenenfragen ernannt.
1949 wurde er Leiter der Geschäftsstelle der westdeutschen Länder für Kriegsgefangenen- und Heimkehrerfragen, nach Gründung der Bundesrepublik Referent im Bundesministerium für Vertriebene, Flüchtlinge und Kriegsgeschädigte.
Er war mit seiner Frau Marianne verheiratet.

## Abgeordneter
Merten gehörte dem Deutschen Bundestag seit dem 23. April 1951, als er im Wahlkreis Waldeck für den verstorbenen FDP-Abgeordneten Karl Rüdiger nachgewählt wurde, bis zu seinem Tode 1967 an. Während er 1953 noch über die hessische Landesliste der SPD ins Parlament gewählt wurde, konnte er in den nachfolgenden Bundestagswahlen den Wahlkreis Gießen direkt gewinnen. Zunächst machte er sich als Fraktionssprecher für Kriegsgefangenenfragen einen Namen. Von 1957 bis zum 15. November 1963 war er stellvertretender Vorsitzender des Bundestagsausschusses für Verteidigung.
Im Zusammenhang mit der „Spiegel-Affäre“ vom Herbst 1962 geriet Hans Merten in den Verdacht, ein vertrauliches Protokoll aus dem Verteidigungsausschuss über Gerhard Jahn an den Spiegel weitergegeben zu haben. Im Dezember 1963 hob der Bundestag seine Immunität auf, das Ermittlungsverfahren wurde jedoch im November 1964 eingestellt.
Vom 12. März 1965 bis zu seinem Tode war Merten auch Mitglied des Europaparlaments.